# CryptoKitties
CryptoKitties (deutsch etwa: „Krypto-Kätzchen“) ist ein Online-Spiel und eine DApp, das es Spielern erlaubt, verschiedene Arten von virtuellen Katzen als Non-Fungible Tokens zu kaufen und verkaufen sowie zu sammeln und züchten. Es verwendet die Blockchain Ethereum, gehandelt wird in der Kryptowährung Ether. Das Spiel stammt von der kanadischen Firma Axiom Zen bzw. Dapper Labs/Animoca Brands und kann seit dem 28. November 2017 gespielt werden.

## Spielinhalt
Die Spieler können Katzen nach dem Kauf miteinander paaren, wobei die Paarung wiederum Ether kostet. Jede Katze ist einmalig, kann nicht repliziert oder zerstört werden und hat unterschiedliche Eigenschaften, die sie an ihre Nachkommen weitergeben kann. Der Wert einer Katze hängt von ihren Eigenschaften ab und kann sich ändern. Katzen mit seltenen Genen oder mit hohem Alter etwa sind besonders teuer. Ziel des Spiels ist es, Katzen mit möglichst seltenen Eigenschaften zu erhalten. Gewinn kann der Spieler machen, indem er für das Paaren einer Katze mehr Geld einnimmt, als er für die Katze ursprünglich bezahlt hat. Die CryptoKitties können in jedes beliebige andere Spiel bzw. Anwendung exportiert werden, welches NFTs unterstützt und dort eine neue Verwendung finden.

## Preise und Umsätze
Der Preis einer Katze bewegte sich im Dezember 2017 umgerechnet zwischen 3,50 € und 100.000 €. Bis 4. Dezember 2017 belief sich der mit dem Spiel erzielte Umsatz auf circa 3 Millionen US-Dollar, bis 8. Dezember 2017 wurden circa 7 Millionen Euro für die virtuellen Tiere ausgegeben. Nach der ersten Woche machte der Traffic, der durch die Transaktionen mit Katzen entsteht, etwa 11 Prozent aller Transaktionen im Ethereum-Netzwerk aus. Wegen gestiegenen Traffics erhöhten die Entwickler die Kosten für die Geburt einer neuen Katze und für die Paarung von Katzen, eine Paarung kostete nach der Erhöhung 0,015 Ether (ca. 5,70 €).
Bis Ende Dezember 2017 erhöhte sich die Anzahl der Benutzer-Anmeldungen auf der CryptoKitties-Webseite auf 180.000, diese Benutzer bezahlten für das Spiel umgerechnet etwa 20 Mio. US-Dollar. Bis März 2018 wuchs die Zahl der Nutzer auf über 1,5 Millionen.
Am 12. Mai 2018 wurde ein CryptoKitty für 140.000 US$ versteigert.
Am 21. März 2018 erhielt CryptoKitties eine 12 Millionen US$ Venture Capital Finanzierung. Am 1. November 2018 investierte Samsung, Alphabets GV, und Venrock weitere 15 Millionen US$ in Cryptokitties.
Im Jahr 2019 wickelte CryptoKitties über zwei Millionen On-Chain-Transaktionen ab, mehr als jede andere Verbraucher-DApp und gehört zu den der meistgenutzten Smart Contracts bei Ethereum. Aktuell (Stand: Mai 2020) gibt es knapp 100.000 „Besitzer“ von CryptoKitties.
Im Juli 2020 erreichte das Handelsvolumen der CryptoKitties 37 Millionen US$.

## Entstehungshintergrund
In einem Whitepaper nennen die Entwickler es als ein Ziel des Spiels, die komplexe Blockchain-Technik einer breiten Masse Menschen schmackhaft zu machen.
Der CEO von Dapper Labs verglich CryptoKitties mit anderen spielerischen Computeranwendungen, die das Benutzen vom Computern und bestimmter Techniken zu deren Nutzung wie Drag and Drop (Solitaire), Rechtsklick (Minesweeper), Netzwerktechnik (Hearts) allgemein bekannt gemacht hätten. So würde CryptoKitties das gleiche für die Blockchain bewirken.
Auf der Ethereum-Blockchain läuft CryptoKitties als Smart Contract. Jede Katze stellt in der Blockchain ein Token dar.
Als Erscheinungstermin einer chinesischsprachigen Mobilversion des Spiels für das Betriebssystem iOS war der 16. Februar 2018 angekündigt. Im August 2018 kündigte Animoca die Zusammenarbeit mit HTC an, um CryptoKitties auf Handys zu bringen.

## Rezeption
Vom Preis jeder Transaktion fließen 3,75 % an die Entwickler des Spiels. Eine Woche nachdem das Spiel erstmals hatte gespielt werden können, hatten sie damit schon über 300.000 Euro eingenommen. Nach zwei Wochen war das Spiel bereits die erfolgreichste Anwendung im Ethereum-Netzwerk.
Die New York Times bezeichnete CryptoKitties als „das erste große Blockchain-Spiel“. Rezipienten, darunter das Webportal TechCrunch, verglichen das Spiel angesichts seiner Beliebtheit mit dem Trend um Beanie Babys in den 1990er Jahren. Im deutschen Wired-Magazin meinte Johnny Haeusler zu dem Spiel: „CryptoKitties sind ein cleverer Mix aus Cryptowährung und Tamagotchi mit einer ordentlichen Prise Börsenhandel.“
2018 widmete das Zentrum für Kunst und Medien CryptoKitties eine eigene Ausstellung.
CryptoKitties wurde zum "Game of the Year" bei den DappAwards auf der DevCon4 2018 in Prag gekürt.